# Filipe Nyusi
Filipe Jacinto Nyusi (sinh ngày 9 tháng 2 năm 1959), là một chính trị gia, Tổng thống thứ tư của Mozambique, nhiệm kỳ từ năm 2015. Trước đó, ông từng là Bộ trưởng Bộ Quốc phòng từ năm 2008 đến năm 2014. Nyusi là ứng cử viên của đảng cầm quyền, Frelimo, trong cuộc bầu cử tổng thống năm 2014.